# Wiesław Kilian
Wiesław Kilian (ur. 25 lipca 1952 w Ząbkowicach Śląskich, zm. 15 marca 2019 w Warszawie) – polski polityk, pracownik samorządowy, poseł na Sejm V i VI kadencji, senator VIII i IX kadencji.

## Życiorys
Syn Edwarda i Władysławy. Ukończył studia na Wydziale Prawa Uniwersytetu Wrocławskiego. W 1994 bezskutecznie ubiegał się o mandat radnego Wrocławia z listy komitetu PSL-Wrocławianie. W latach 1998–2002 zasiadał we wrocławskiej radzie miasta z ramienia Akcji Wyborczej Solidarność. Od 2001 do 2002 był członkiem zarządu miasta, później pracował w urzędzie miejskim. W 2002 bez powodzenia ubiegał się o reelekcję w wyborach do rady miasta z listy komitetu Rafała Dutkiewicza.
W 1993 (z listy BBWR) i 1997 (z listy AWS) bezskutecznie kandydował do Sejmu. W 2005 z listy Prawa i Sprawiedliwości uzyskał mandat posła z okręgu wrocławskiego liczbą 7524 głosów. W wyborach parlamentarnych w 2007 bez powodzenia ubiegał się o reelekcję, a w wyborach do Parlamentu Europejskiego w 2009 o mandat deputowanego.
5 maja 2010 objął mandat posła VI kadencji w miejsce Aleksandry Natalli-Świat, która zginęła w katastrofie polskiego Tu-154 w Smoleńsku. W październiku tego samego roku został wykluczony z PiS po tym, jak w kampanii samorządowej wsparł Sławomira Piechotę, kandydata PO na prezydenta Wrocławia. W listopadzie 2010 został członkiem nowo utworzonego klubu parlamentarnego stowarzyszenia Polska Jest Najważniejsza. W sierpniu 2011 zrezygnował z członkostwa w KP PJN w związku z przyjętą propozycją kandydowania z ramienia PO do Senatu. Tym samym Polska Jest Najważniejsza utraciła status klubu parlamentarnego. Wiesław Kilian został następnie przyjęty do KP Platformy Obywatelskiej.
W wyborach parlamentarnych w 2011 był bezpartyjnym kandydatem do Senatu z ramienia PO. Uzyskał mandat senatorski, otrzymując 35 461 głosów. W 2015 (już jako członek PO) z powodzeniem ubiegał się o reelekcję, uzyskując 36 383 głosy.
Zmarł w trakcie kadencji 15 marca 2019 w Warszawie. Jego pogrzeb odbył się 22 marca w rodzinnej wsi Ożary. Pośmiertnie został odznaczony przez prezydenta RP Andrzeja Dudę Krzyżem Kawalerskim Orderu Odrodzenia Polski.